# شمیتوایلر
شمیتوایلر (به آلمانی: Schmittweiler) یک شهر در آلمان است که در باد کرویتسناخ واقع شده‌است. شمیتوایلر ۲۴۷ نفر جمعیت دارد.